# 默水县
33°05′17″N 111°57′20″E / 33.087989°N 111.95549°E
默水县，中国古县名。
治所位于今河南省内乡县王店镇岗樊村默河附近。唐朝武德二年（619年），分内乡置默水县，以临默水而名，属淅州。贞观八年（634年），省默水入内乡。